# 日军进驻上海公共租界
日军进驻上海公共租界是上海历史上的一个事件，這起事件结束了历时四年的上海孤岛时期。
1941年12月7日，日军袭击珍珠港，太平洋战争爆发。次日凌晨4时，上海日军采取攻击行动，停泊在黄浦江中的英国炮艇“海燕号”自沉，美国炮艇“威克号”投降，日本海军从外滩上岸，逐步向内推进。上午，苏州河上各桥梁全部封锁，仅允许日军自虹口经过这些桥梁开进公共租界。中区（西藏路以东）由海军管辖；西区（西藏路以东）由陆军管辖。到中午，日军撤除岗哨，向中国人开放苏州河上各桥梁，但是禁止日本侨民过桥南下，也禁止西方侨民过桥。
为了维持上海国际都市的形象，日军让上海公共租界工部局照旧运转。此后陆续将英美等敌国侨民拘捕至集中营，工部局也完全由日本控制。对于中国市民则实行保甲制，强化管制。待情势稳定之后，日军又解散了万国商团。
由于当时法国维希政府（法蘭西國）已經是德国傀儡政權、意大利又是日本盟友，因而日军并未占领上海法租界和意大利界區。日军进入公共租界的当天，法租界当局派出大批越南巡捕和中国籍巡捕，沿着与公共租界的爱多亚路、福煦路南侧布置路障，与南市华界之间的铁门也全部关闭，所有电车和公共汽车一律停驶。但是不久法租界当局又迅速拆除路障。于是等候在路北的大批华人和车辆迅速穿越道路进入法租界。当天正午12时，两租界公交车辆恢复行驶，各自以分界线处为终点。